# Gianni Zuiverloon
Gianni Michel Eugène Zuiverloon (Rotterdam, 30 december 1986) is een Nederlands voormalig voetballer van Surinaamse afkomst, die bij voorkeur als verdediger speelde.

## Clubcarrière

### Nederland
Zuiverloon is afkomstig uit de jeugdopleiding van Feyenoord, waar hij sinds 1993 deel van uitmaakte. Tijdens de voorbereiding van het seizoen 2004/05 haalde trainer Ruud Gullit de verdediger bij de selectie. Op 22 augustus 2004 maakte Zuiverloon in de competitiewedstrijd tegen Willem II (0–4 winst) zijn officiële debuut in het eerste elftal van Feyenoord.
Hij werd in het seizoen 2005/06 verhuurd aan RKC Waalwijk om meer ervaring in de Eredivisie op te doen. Hoewel hij veel speelde, zag Feyenoord weinig toekomst voor hem, waarna sc Heerenveen hem in de zomer overnam als rechtsback voor het seizoen 2005/06. Hij had de aandacht getrokken door voor RKC een doelpunt te maken tegen Heerenveen. Bij zijn nieuwe club speelde hij zestig wedstrijden in twee seizoenen en kwam hij in beeld bij het Nederlands voetbalelftal onder 21.

### Engeland
Na twee seizoenen vertrok de toen 21-jarige verdediger op 3 juli 2008 naar West Bromwich Albion, dat naar de Engelse Premier League was gepromoveerd. Hij debuteerde in een met 2–1 verloren wedstrijd tegen Everton FC. Op 3 februari 2009 maakte hij zijn eerste doelpunt, in de FA Cup.
Na het seizoen 2009/10 degradeerde Zuiverloon met West Bromwich, maar na een goed seizoen van onder meer Zuiverloon promoveerde de club weer. In dat seizoen scoorde Zuiverloon in de Carling Cup tegen Manchester City, op 22 september 2010. Op de laatste dag van de zomerse transferperiode werd Zuiverloon uitgeleend aan Ipswich Town. waar hij slechts vier wedstrijden speelde en niet scoorde.
Zuiverloon keerde op 1 januari 2011 terug in de basis van West Bromwich, in de wedstrijd tegen Manchester United. Drie dagen later speelde hij zijn laatste wedstrijd voor de club, tegen Fulham. Na deze wedstrijd (3–0 verlies) uitte Zuiverloon kritiek op Fulham-verdediger John Paintsil, die Marek Čech door een tackle een blessure bezorgde. Op 25 mei 2011 ontbond West Bromwich Albion de contracten van Gianni Zuiverloon, Abdoulaye Méïté en Giles Barnes. Na de niet al te succesvolle samenwerking van drie jaar liet West Bromwich hem transfervrij gaan.

### Diverse landen
In 2011/12 speelde Zuiverloon voor RCD Mallorca. Hij tekende op 10 juli 2011 bij de Spaanse club en maakte op 29 augustus zijn debuut; de wedstrijd eindigde in een 1–0 overwinning tegen RCD Espanyol. Op 13 juli 2012 werd bekend dat Zuiverloon voor een seizoen werd verhuurd aan sc Heerenveen. Gedurende het seizoen kwam hij tienmaal in actie; in veertien competitiewedstrijden was hij reserve. Op 15 augustus 2013 tekende Zuiverloon een driejarig contract bij ADO Den Haag. In zijn eerste seizoen speelde hij zesentwintig competitiewedstrijden en een wedstrijd in het bekertoernooi. Zuiverloon speelde twee seizoenen voor Cultural Leonesa in Spanje. Hierna kwam hij in India uit voor Delhi Dynamos en Kerala Blasters. In november 2020 keerde hij terug bij ADO Den Haag. Daar stopte hij medio 2021 nadat hij met de club uit de Eredivisie gedegradeerd was.

## Interlandcarrière

### Nederland –21
In mei 2006 was Zuiverloon speler van het Nederlands jeugdelftal, dat in de finale van het Toulon Espoirs-toernooi na strafschoppen verloor van Frankrijk.
In 2007 won Zuiverloon met Jong Oranje het Europees kampioenschap onder leiding van Foppe de Haan, waarmee het elftal kwalificatie voor de Olympische Spelen van 2008 afdwong. Samen met teamgenoten Royston Drenthe, Maceo Rigters en Hedwiges Maduro werd Zuiverloon opgenomen in het uiteindelijke "droomelftal" van de UEFA van het toernooi. Zuiverloon werd uiteindelijk tweemaal Europees kampioen onder 21.

### Nederland OS
Vanwege zijn goede prestaties bij sc Heerenveen en de nationale jeugdelftallen werd Gianni Zuiverloon in 2008 door bondscoach De Haan bij de selectie van het Nederlands Olympisch voetbalelftal gehaald. Na enkele oefenwedstrijden werd de verdediger op 15 juli 2008 opgenomen in de definitieve selectie voor de Olympische Zomerspelen 2008 in Peking.
Tijdens dit toernooi speelde Zuiverloon elke wedstrijd. In de groepsfase nam Nederland het op tegen Nigeria (0–0), Japan (1–0) en de Verenigde Staten (2–2). Nederland, dat als regerend Europees kampioen een van de favorieten was voor een olympische medaille, werd in de kwartfinales uitgeschakeld door de latere kampioen Argentinië.
Op 19 november 2008 maakte hij zijn debuut in Nederland B.

## Clubstatistieken[1]
| Seizoen | Club                 | Competitie       | Competitie | Competitie | Beker | Beker | Overig | Overig | Totaal | Totaal |
| Seizoen | Club                 | Competitie       | Wed.       | Dlp.       | Wed.  | Dlp.  | Wed.   | Dlp.   | Wed.   | Dlp.   |
| ------- | -------------------- | ---------------- | ---------- | ---------- | ----- | ----- | ------ | ------ | ------ | ------ |
| 2004/05 | Feyenoord            | Eredivisie       | 10         | 0          | 0     | 0     | 3      | 0      | 13     | 0      |
| 2005/06 | → RKC Waalwijk       | Eredivisie       | 29         | 1          | 2     | 0     | 2      | 1      | 33     | 2      |
| 2006/07 | sc Heerenveen        | Eredivisie       | 30         | 1          | 1     | 0     | 8      | 0      | 39     | 1      |
| 2007/08 | sc Heerenveen        | Eredivisie       | 30         | 2          | 1     | 0     | 6      | 0      | 37     | 2      |
| 2008/09 | West Bromwich Albion | Premier League   | 33         | 0          | 2     | 1     | 0      | 0      | 35     | 1      |
| 2009/10 | West Bromwich Albion | Championship     | 30         | 4          | 5     | 0     | 0      | 0      | 35     | 4      |
| 2010/11 | → Ipswich Town       | Championship     | 4          | 0          | 4     | 0     | 0      | 0      | 8      | 0      |
| 2010/11 | West Brom. Albion    | Premier League   | 2          | 0          | 0     | 0     | 0      | 0      | 2      | 0      |
| 2011/12 | RCD Mallorca         | Primera División | 9          | 0          | 3     | 0     | 0      | 0      | 12     | 0      |
| 2012/13 | sc Heerenveen        | Eredivisie       | 10         | 0          | 0     | 0     | 4      | 0      | 14     | 0      |
| 2013/14 | ADO Den Haag         | Eredivisie       | 26         | 0          | 1     | 0     | 0      | 0      | 27     | 0      |
| 2014/15 | ADO Den Haag         | Eredivisie       | 32         | 1          | 1     | 0     | 0      | 0      | 33     | 1      |
| 2015/16 | ADO Den Haag         | Eredivisie       | 22         | 2          | 1     | 0     | 0      | 0      | 23     | 2      |
| 2016/17 | Cultural Leonesa     | Segunda División | 24         | 2          | 4     | 0     | 2      | 0      | 30     | 2      |
| 2017/18 | Cultural Leonesa     | Segunda División | 26         | 0          | 0     | 0     | 0      | 0      | 26     | 0      |
| 2018/19 | Delhi Dynamos        | Super League     | 17         | 2          | 3     | 0     | 0      | 0      | 20     | 2      |
| 2019/20 | Kerala Blasters      | Super League     | 8          | 0          | 0     | 0     | 0      | 0      | 8      | 0      |
| 2020/21 | ADO Den Haag         | Eredivisie       | 8          | 0          | 0     | 0     | 0      | 0      | 8      | 0      |
| Totaal  | Totaal               | Totaal           | 318        | 13         | 28    | 1     | 25     | 1      | 371    | 15     |

## Erelijst
Cultural Leonesa
- Segunda División B: 2016/17

 Nederland onder 21
- Europees kampioenschap onder 21: 2006, 2007